# Meister der blauen Landschaften

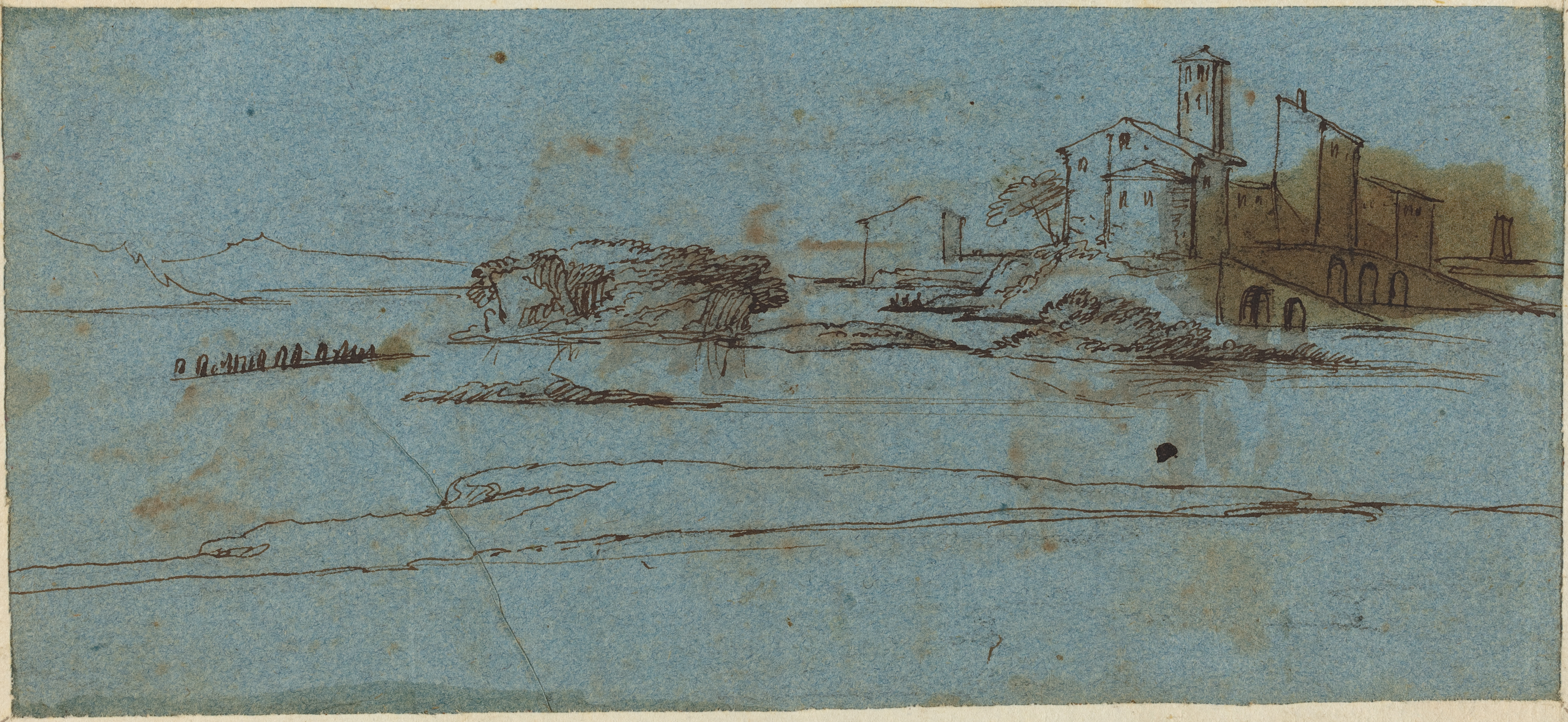
Gebäude an einem Flussufer, National Gallery of Art

Als Meister der blauen Landschaften wird ein Zeichner benannt, der in der Mitte des 17. Jahrhunderts in Rom tätig war. Der namentlich nicht bekannte Künstler ist nach einer Reihe seiner lavierten Federzeichnungen benannt, die er in Tusche auf blaugrauem Skizzenpapier erstellte. Diese stellen Landschaften um Rom dar. Die Skizzen können durch Vergleich der dargestellten Gebäude und ihrer Architektur um 1650 datiert werden. Da auf den Skizzen manchmal ein einzelnes französisches Wort zu finden ist, wird vermutet, dass der Meister der blauen Landschaften aus Frankreich stammt.
Der Meister der blauen Landschaften war wohl im Umfeld des italienischen Architekten und Malers Giovanni Francesco Grimaldi tätig, der um 1650 als päpstlicher Architekt und Maler in Rom tätig war und der einige barocke Landschaftsbilder malte. Die zahlreichen Skizzen der blauen Landschaften waren zuerst dem aus Frankreich stammenden und in Rom tätigen Barockmaler Claude Lorrain zugerechnet worden. Lorrain hatte einen eigenen lyrisch-romantischen Stil klassizistisch barocker Landschaftsmalerei entwickelt. Die Skizzen wurden dann aber als die Arbeit einer eigenständigen Künstlerpersönlichkeit erkannt. So gibt es Unterschiede in der Art der Lavierung der Skizzen zu der von Claude angewendeten Lavierung.
Stilistisch ist der  Meister der blauen Landschaften ein typischer Vertreter der barocken Landschaftsmalerei und Landschaftszeichnungen im Rom des 17. Jahrhunderts; der Meister arbeitet mit raschen dynamischen Federstrichen und verlieh seinen Zeichnungen durch die Lavierung eine Tiefe.
Skizzen des Meisters der blauen Landschaften finden sich heute in vielen bekannten Museen wie dem British Museum in London, dem Louvre in Paris, der National Gallery of Art in Washington oder der National Gallery of Canada in Ottawa. Weitere Werke finden sich in Privatbesitz.